# Orologio in via del Gesù

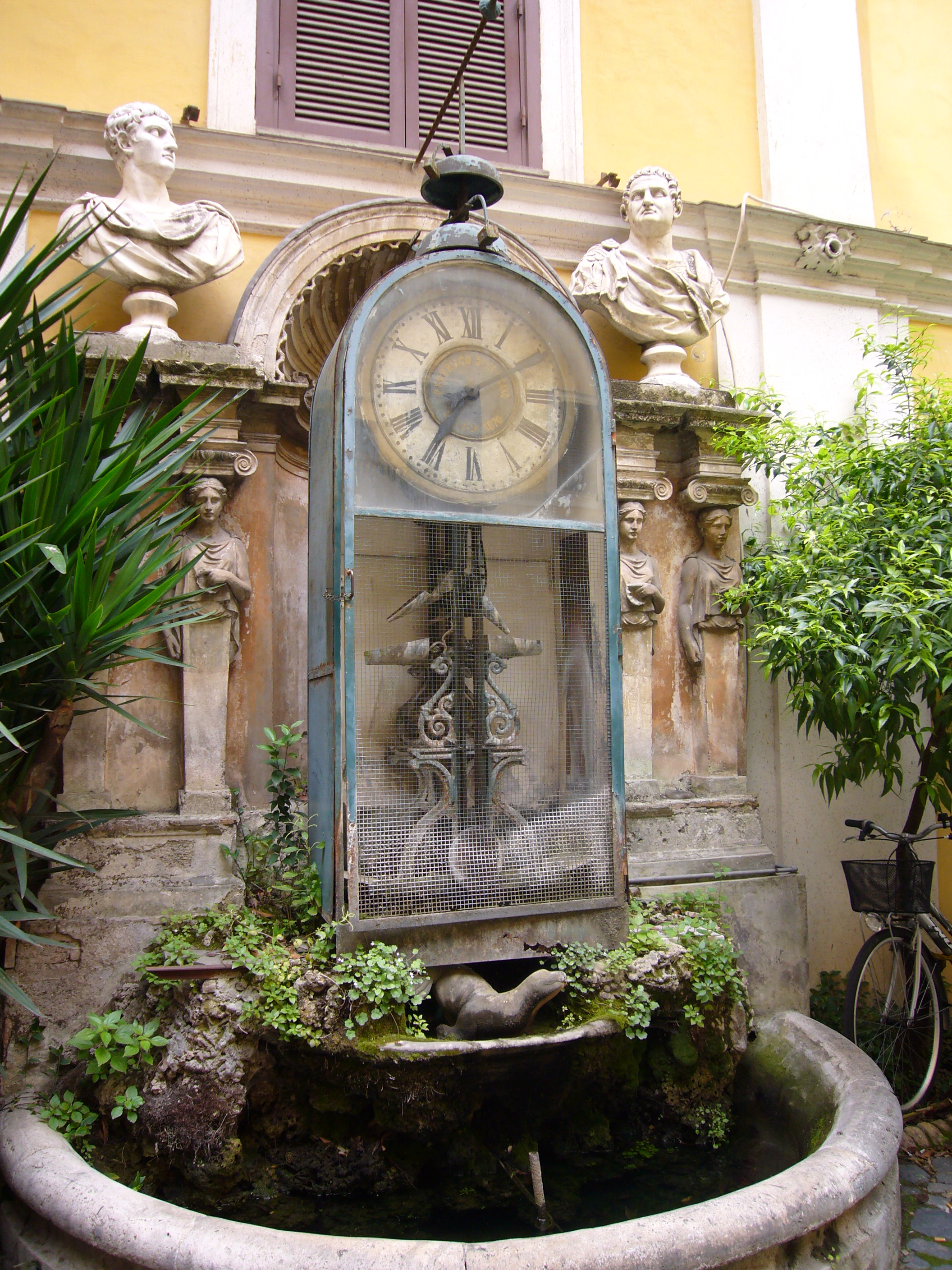
Veduta dell'orologio

L'idrocronometro di palazzo Berardi-Cesi-Muti è un orologio pubblico di Roma, situato nel cortile del palazzo, al 62 di via del Gesù nel Rione Pigna. Si tratta di uno dei tre orologi ad acqua conosciuti realizzati dal frate domenicano ed inventore Giovan Battista Embriaco, dei quali uno è perduto.

## Descrizione
L'orologio è sito all'interno del cortile del Palazzo Berardi-Cesi-Muti.
Questo orologio è ad acqua è posto dentro una nicchia a forma di conchiglia in marmo con due invasi, su cui, in uno dei due vi era una foca. Ai due lati vi sono quattro statue, due per lato, di cariatidi che sorreggono due busti in marmo, uno per lato.

## Storia
L'orologio è stato costruito nel 1870 da Giovan Battista Embriaco.